# Carex michelii
Carex michelii är en halvgräsart som beskrevs av Nicolaus Thomas Host. Carex michelii ingår i släktet starrar, och familjen halvgräs. Inga underarter finns listade i Catalogue of Life.

## Bildgalleri

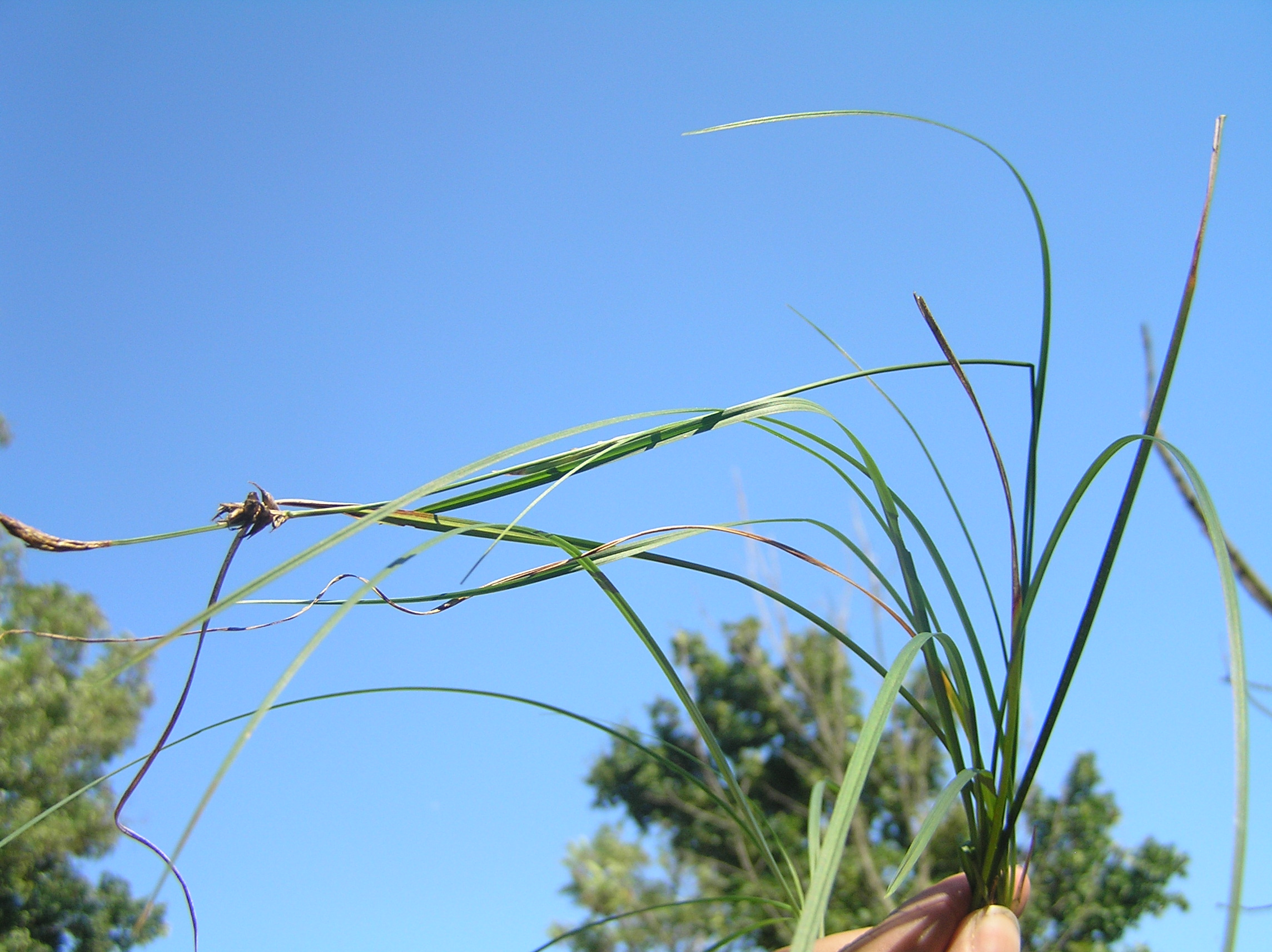
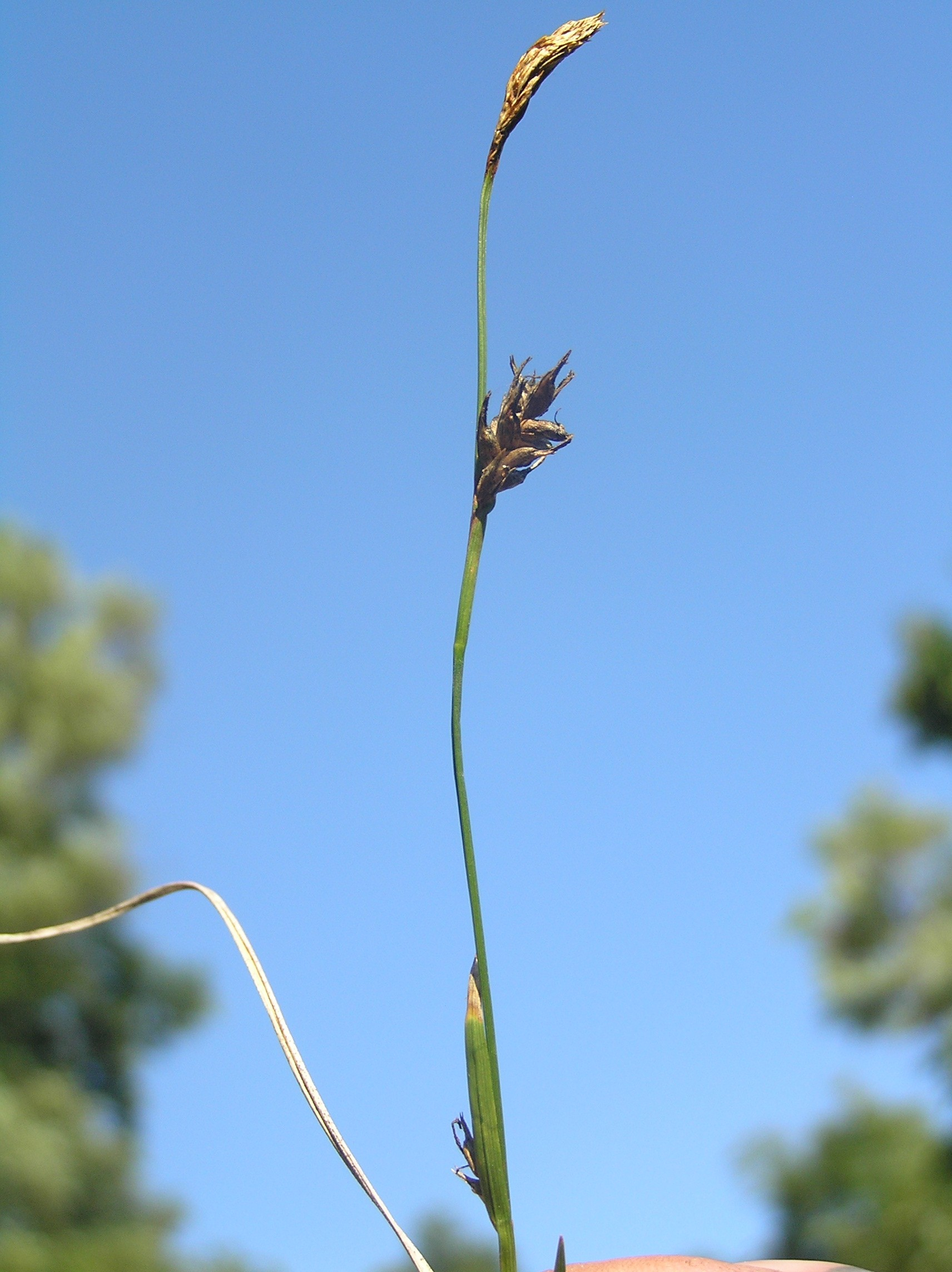
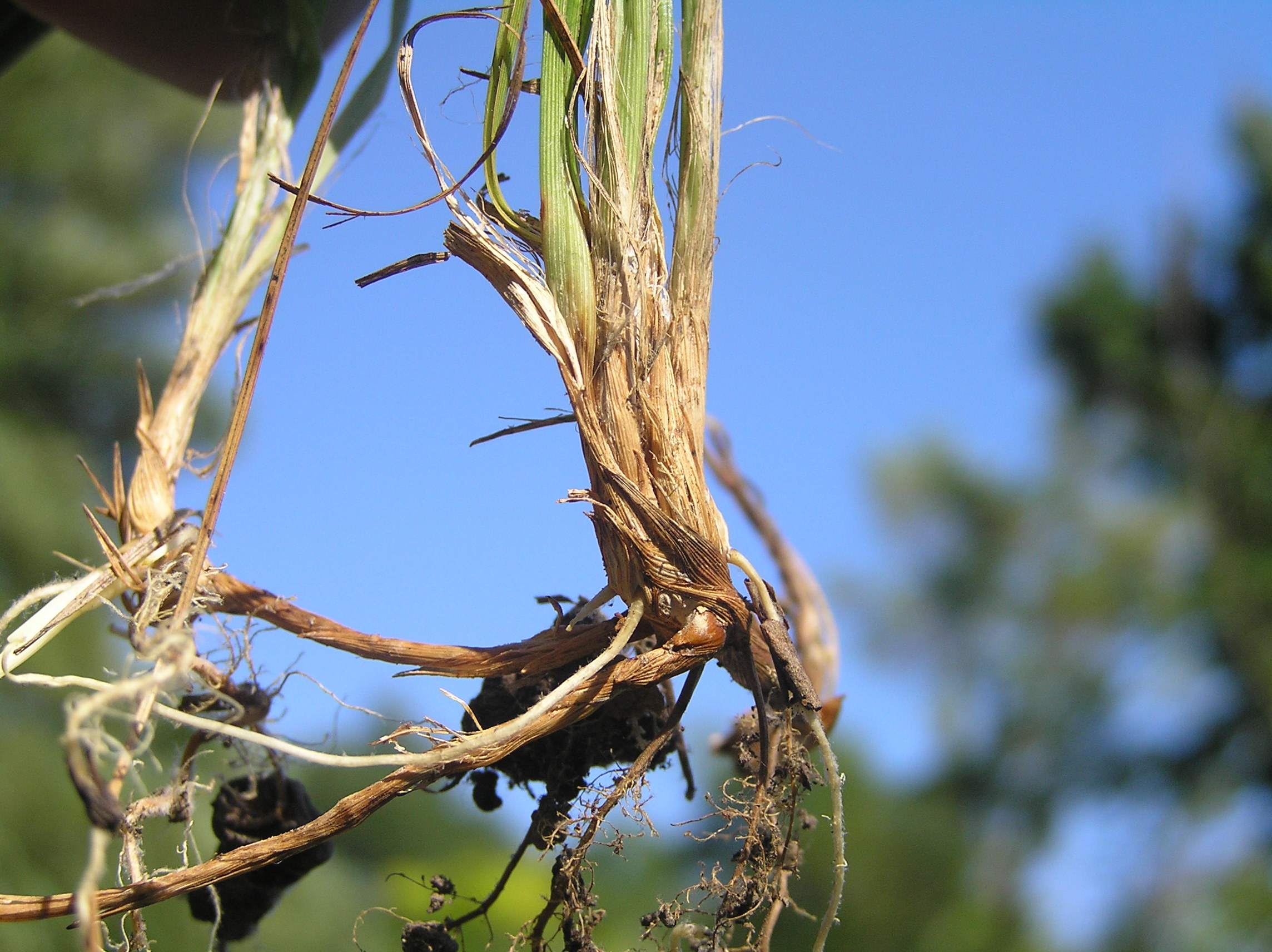
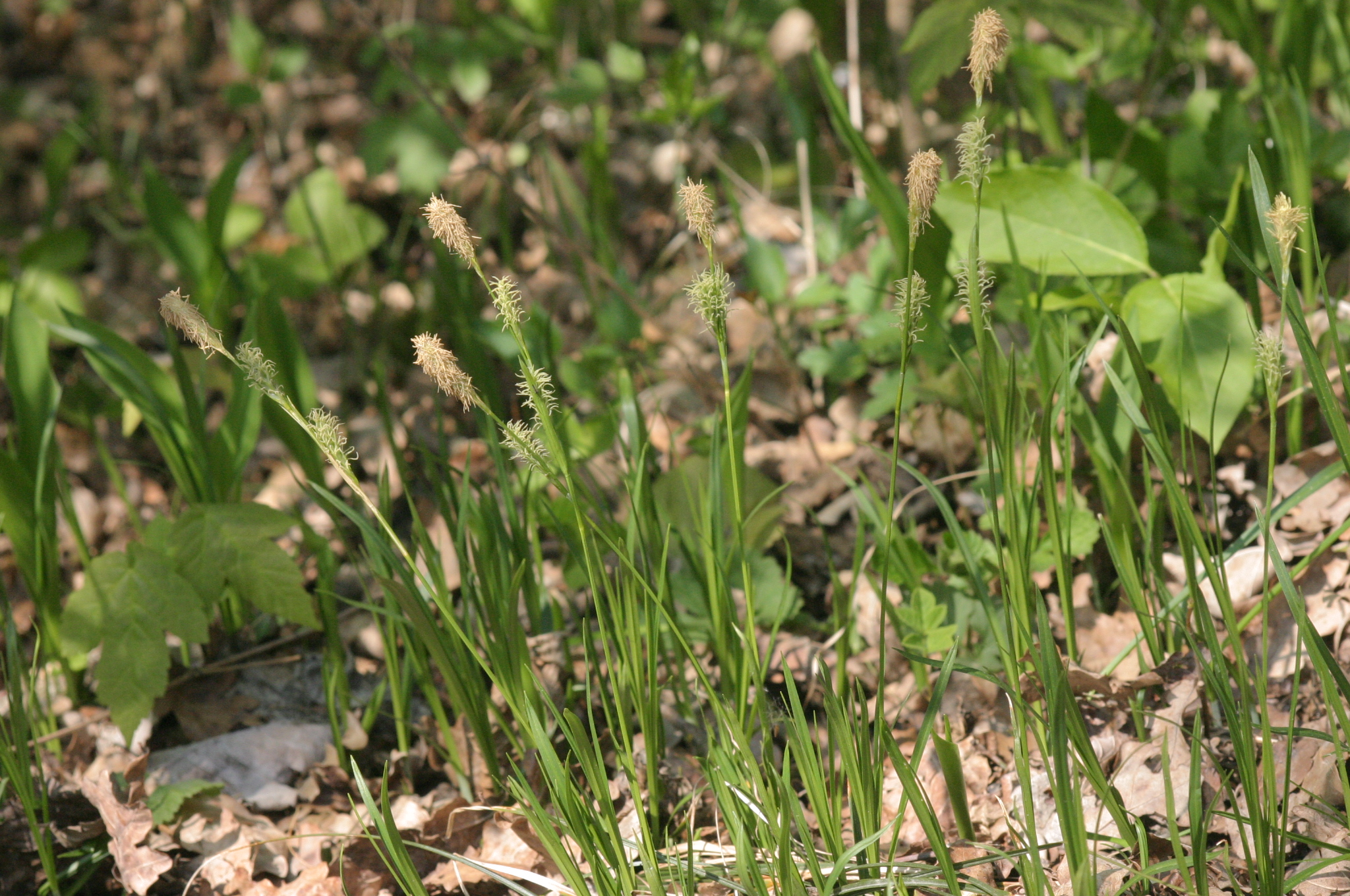
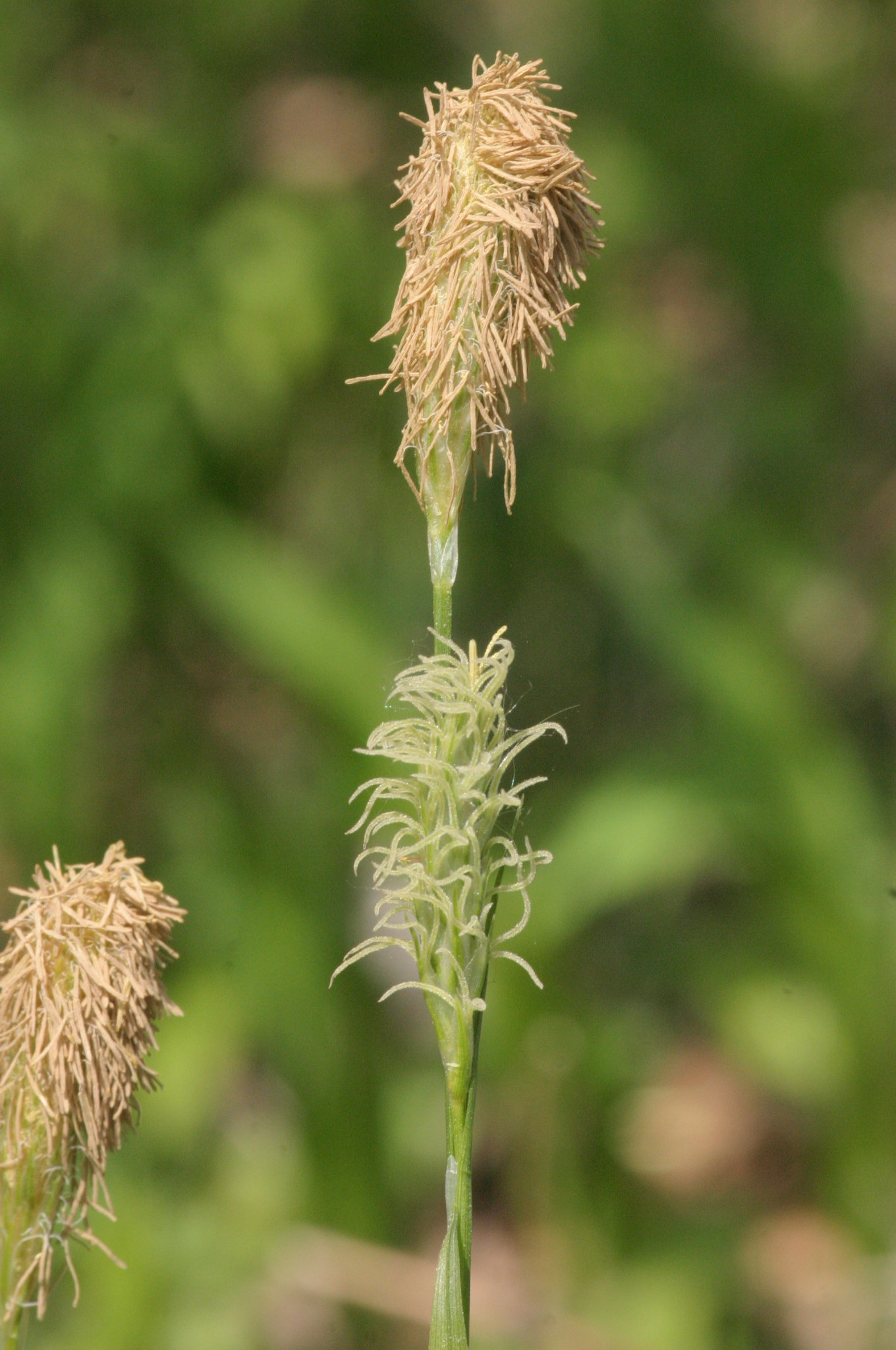
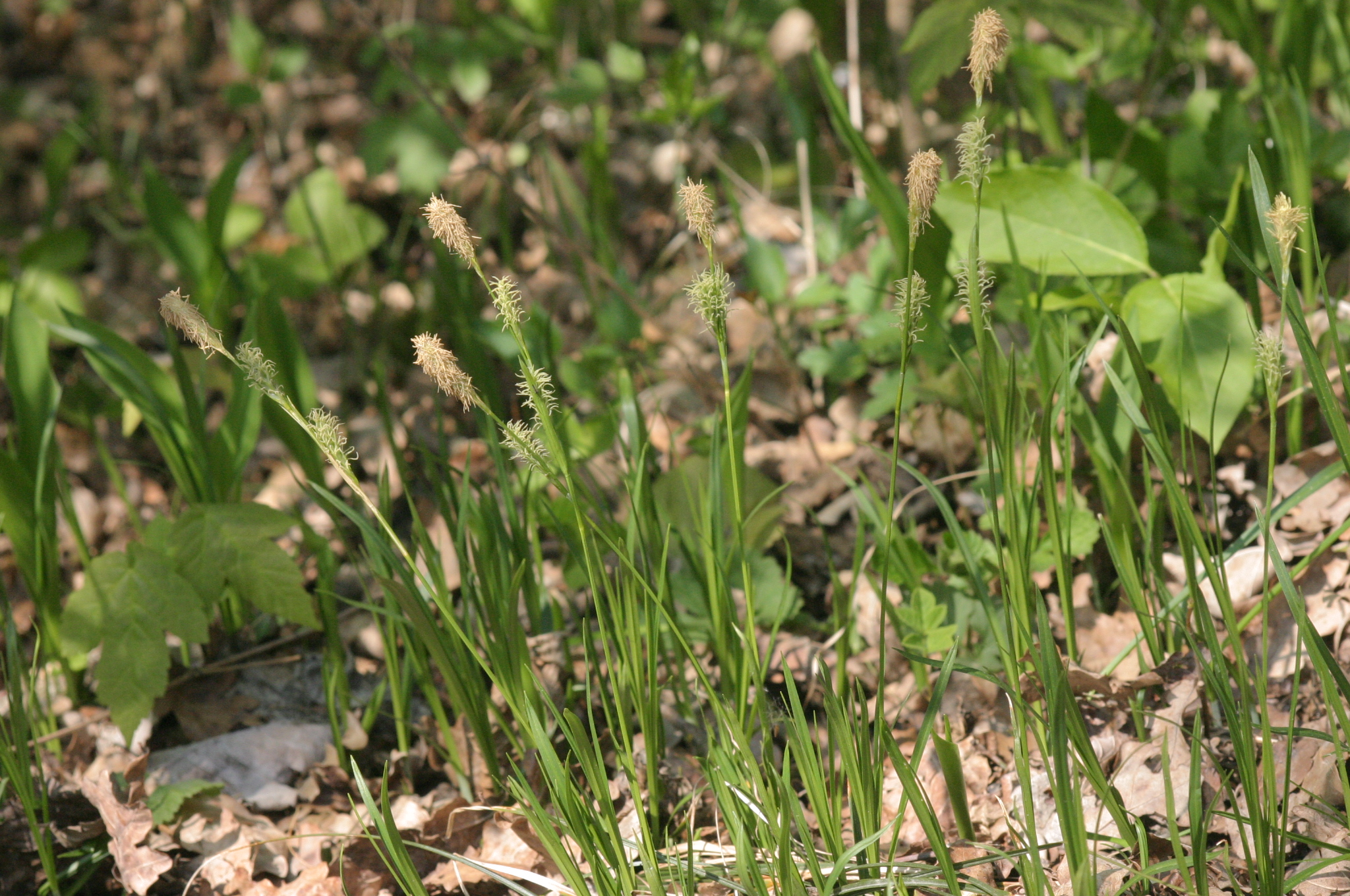